# 벵트 잉에마르 사무엘손
벵트 잉에마르 사무엘손(스웨덴어: Bengt Ingemar Samuelsson, 1934년 5월 21일~2024년 7월 5일)은 스웨덴의 생화학자이다. 1982년에 프로스타글란딘과 관련된 생물학적 활성 물질에 대한 연구로 수네 베리스트룀, 존 로버트 베인과 함께 노벨 생리학·의학상을 수상했다.

## 수상 경력
- 1975년: 루이자 그로스 호르위츠상
- 1977년: 앨버트 래스커 기초 의학 연구상
- 1981년: 가드너 국제상
- 1982년: 노벨 생리학·의학상

## 회원
- 1990년: 왕립학회 외국인 회원[1]